# Primăvară californiană (pictură)
Primăvară californiană este un tablou realizat în ulei pe pânză de pictorul germano-american Albert Bierstadt în anul 1875. Lucrarea înfățișează o viziune idealizată a Văii Râului Sacramento din California, bazată pe schițe realizate de artist în timpul unei călătorii în regiune în 1871. Tabloul face parte din colecția de Young Museum din San Francisco, fiind donat orașului de către Gordon Blanding în 1941.

## Descriere și stil
Pictura prezintă un peisaj luxuriant de primăvară, cu flori sălbatice înflorite în prim-plan și munți acoperiți de zăpadă în fundal. Lumina caldă a soarelui inundă scena, accentuând atmosfera romantică și serenă a peisajului. Stilistic, lucrarea se înscrie în curentul Luminism și este influențată de estetica Școlii Hudson River, cu o atenție deosebită acordată efectelor luminoase și detaliilor naturale. Bierstadt utilizează contrastul dintre zonele iluminate și cele umbrite pentru a conferi profunzime compoziției, iar paleta cromatică vibrantă subliniază frumusețea și abundența naturii californiene.

## Context și istoric
Albert Bierstadt (1830–1902) a fost un reprezentant marcant al picturii peisagistice americane, cunoscut pentru viziunile grandioase ale Vestului Sălbatic. După o călătorie în California în 1871, în timpul căreia a realizat numeroase schițe, artistul a finalizat tabloul Primăvară californiană în atelierul său din New York în 1875. Lucrarea a fost donată orașului San Francisco în 1941 și se află în prezent în colecția de de Young Museum (inv. nr. 1941.6).

## Recepție și semnificație
În epocă, Bierstadt a fost apreciat pentru capacitatea sa de a reda natura într-un mod idealizat, dar plin de forță vizuală. Lucrări precum Primăvară californiană contribuiau la mitologizarea Vestului American ca spațiu edenic și nealterat, reflectând totodată ideologia Destinului Manifest. Criticii au remarcat efectele dramatice ale luminii și paleta vie, dar și lipsa unei fidelități topografice stricte, în favoarea unei experiențe vizuale și emoționale amplificate.

### Citări
1. ↑   http://art.famsf.org/albert-bierstadt/california-spring-19416, accesat în 22 iunie 2015 Lipsește sau este vid: |title= (ajutor)
2. 1 2 3 4  „California Spring – de Young Museum”. Fine Arts Museums of San Francisco. Accesat în 30 mai 2025.
3. 1 2 3  „California Spring – Google Arts & Culture”. Google. Accesat în 30 mai 2025.